# 3D-культура клеток
3D-культура клеток — это искусственно созданная среда, в которой биологические клетки способны расти или взаимодействовать с окружающей средой во всех трех измерениях. В отличие от 2D-сред (чашка Петри), 3D-культура клеток позволяет клеткам in vitro расти во всех направлениях, подобно тому, как это происходит in vivo. Трехмерные культуры обычно выращивают в биореакторах, небольших капсулах, в которых клетки могут превращаться в сфероиды, или в трехмерные клеточные колонии. В одном биореакторе обычно культивируют около 300 сфероидов.
3D-культивирование клеток также может быть выполнено на микрофлюидных устройствах, таких как Organoplate®, посредством которых создаются перфузируемые трехмерные ткани, а также на устройствах с подвесными каплями для создания трехмерных сфероидов.

## История
3D-культуры клеток используются в исследованиях уже несколько десятилетий. Один из первых зарегистрированных подходов к их разработке был сделан в начале 20-го века, когда Алексис Каррел разработал методы длительного культивирования тканей in vitro. Ранние исследования 80-х годов, проведенные Миной Бисселл из Национальной лаборатории Лоуренса в Беркли, подчеркнули важность 3D-методов для создания точных моделей культивирования in vitro. Работа была сосредоточена на изучении важности внеклеточного матрикса и способности культур в искусственных 3D-матрицах производить физиологически значимые многоклеточные структуры, такие как ацинарные структуры в моделях здоровой и раковой ткани молочной железы. Данные методы были применены к моделям заболеваний in vitro, используемым для оценки клеточных ответов на фармацевтические соединения.
Эрик Саймон в отчете о гранте NIH SBIR 1988 года показал, что электропрядение можно использовать для производства нано- и субмикронных волокнистых матов из полистирола и поликарбоната (теперь известных как каркасы (scaffolds)), специально предназначенных для использования в качестве клеточных субстратов in vitro. Ранние использования электроформованных волокнистых решеток для клеточной культуры и тканевой инженерии показало, что различные типы клеток, включая фибробласты крайней плоти человека (HFF), трансформированную карциному человека (HEp-2) и эпителий легких норки (MLE), будут прилипать к волокнам и размножаться на них. Было отмечено, что в отличие от уплощенной морфологии, обычно наблюдаемой в 2D-культуре, клетки, выращенные на волокнах электропрядения, демонстрировали более гистотипическую округлую трехмерную морфологию, обычно наблюдаемую in vivo.

## Характеристики
В живой ткани клетки существуют в трехмерном микроокружении со сложными межклеточными взаимодействиями и межклеточными взаимодействиями, а также со сложной динамикой транспорта питательных веществ и клеток. Стандартные двумерные или однослойные клеточные культуры не являются адекватным представлением этой среды, что часто делает их ненадежными для прогнозирования эффективности и токсичности лекарств in vivo. 3D-сфероиды больше напоминают ткани in vivo с точки зрения клеточной коммуникации и развития внеклеточных матриксов. Эти матрицы помогают клеткам двигаться внутри своего сфероида аналогично тому, как клетки перемещаются в живой ткани. Таким образом, сфероиды представляют собой улучшенные модели клеточной миграции, дифференциации, выживания и роста. Кроме того, 3D-культуры клеток обеспечивают более точное изображение поляризации клеток, поскольку в 2D-режиме клетки могут быть поляризованы лишь частично. Более того, клетки, выращенные в 3D, демонстрируют иную экспрессию генов, чем клетки, выращенные в 2D.
Третье измерение клеточного роста обеспечивает больше контактного пространства для механических воздействий и клеточной адгезии, что необходимо для лигирования интегрина, сокращения клеток и даже внутриклеточной передачи сигналов. Нормальная диффузия растворенных веществ и связывание с эффекторными белками (такими как факторы роста и ферменты) также зависят от трехмерного клеточного матрикса, поэтому это имеет решающее значение для установления градиентов концентрации растворенных веществ в тканевом масштабе.
Для целей токсикологического скрининга лекарств гораздо полезнее тестировать экспрессию генов в клетках in vitro, выращенных в 3D, чем в 2D, поскольку экспрессия генов в 3D-сфероидах будет больше напоминать экспрессию генов in vivo. 3D-культуры клеток также обладают большей стабильностью и продолжительностью жизни, чем клеточные культуры в 2D. Это означает, что они больше подходят для долгосрочных исследований и для демонстрации долгосрочных эффектов препарата. Трехмерная среда также позволяет клеткам беспрепятственно расти. В 2D клетки должны подвергаться регулярной трипсинизации, чтобы обеспечить их достаточным количеством питательных веществ для нормального роста клеток. 3D-сфероиды культивировались в лабораторных условиях в течение 302 дней, сохраняя при этом здоровый, нераковый рост.
В междисциплинарных исследованиях в области биологии и аэрокосмической промышленности 3D-печатные каркасы также используются для защиты клеток от воздействия гравитации во время запуска.

## Классификация методов 3D-культуры
Существует большое количество коммерчески доступных инструментов для культивирования, которые утверждают, что обеспечивают преимущества 3D-культивирования клеток. В общем, платформы можно разделить на два типа методов 3D-культивирования: методы с каркасами и методы без каркасов .

Модель, показывающая три примера методов, используемых для культивирования клеток в трехмерной среде.

### Каркасные методы
Методы создания каркасов включают использование твердых каркасов, гидрогелей и других материалов. В недавнем исследовании возможности стволовых клеток CD34+ человека изучались путем создания 3D-модели в агарозном геле in vitro для понимания процесса окостенения костей. Каркасы можно использовать для создания 3D-модели микроткани путем культивирования фибробластов вне опухолевых клеток, имитируя взаимодействие стромы опухоли.

#### Гидрогели
Поскольку естественный внеклеточный матрикс (ECM) важен для выживания, пролиферации, дифференциации и миграции клеток, различные гидрогелевые матрицы, имитирующие естественную структуру ECM, рассматриваются как потенциальные подходы к культивированию клеток, подобному in vivo. Гидрогели состоят из взаимосвязанных пор с высокой степенью удержания воды, что обеспечивает эффективный транспорт, например, питательных веществ и газов. Для 3D-культуры клеток доступно несколько различных типов гидрогелей из природных и синтетических материалов, включая, например, гидрогели экстракта ЕСМ животных, белковые гидрогели, пептидные гидрогели, полимерные гидрогели и гидрогель наноцеллюлозы на основе древесины.

### Бескаркасные методы

#### Сфероиды

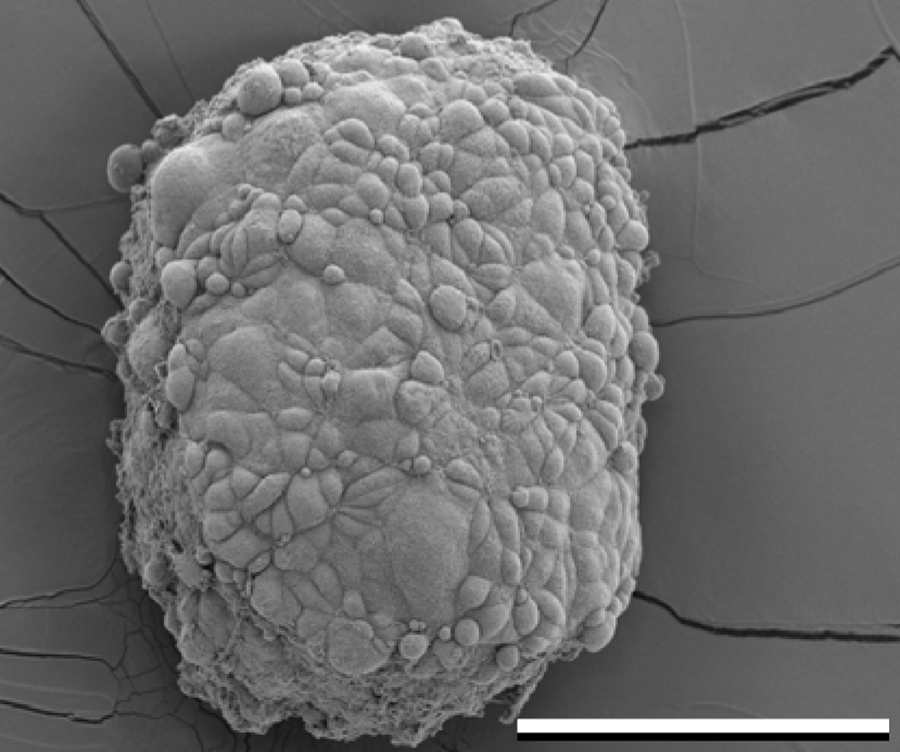
Электронная микроскопия сфероида мезотелиомы (NCI-H226). Масштаб 200 мкм.

Сфероид — это тип трехмерного клеточного моделирования, который лучше имитирует условия окружающей среды живой клетки по сравнению с двумерной клеточной моделью, в частности, реакции между клетками и реакции между клетками и матриксом. Сфероиды полезны при изучении изменения физиологических характеристик клеток, различий в строении здоровых клеток и опухолевых клеток, а также изменений, которым подвергаются клетки при формировании опухоли. Сфероиды, культивированные совместно с опухолевыми и здоровыми клетками, использовались для моделирования взаимодействия раковых клеток с нормальными клетками. Сфероиды также можно культивировать совместно с фибробластами, чтобы имитировать взаимодействие опухоли и стромы. Сфероиды можно выращивать несколькими различными методами. Одним из распространенных методов является использование планшетов с низкой клеточной адгезией, обычно 96-луночных планшетов, для массового производства сфероидных культур, где агрегаты образуются на закругленном дне клеточных планшетов. Сфероиды также можно культивировать методом висячей капли, заключающимся в формировании клеточных агрегатов в каплях, свисающих с поверхности клеточной пластинки. Другие исследуемые методы включают использование биореакторов с вращающимися стенками сосудов, которые вращают и культивируют клетки, когда они постоянно находятся в свободном падении, и образуют агрегаты в слоях. Недавно некоторые протоколы были стандартизированы для получения однородных и надежных сфероидов. Исследователи также изучили стандартизированные, экономичные и воспроизводимые методы трехмерной культуры клеток. Чтобы улучшить воспроизводимость и прозрачность экспериментов со сфероидами, международный консорциум разработал MISpheroID (Минимальная информация в идентификации сфероидов).

#### Кластероиды
Кластероид — это тип трехмерного моделирования клеток, похожий на сфероид, но отличающийся методом создания; их выращивают в виде кластеров клеток в водной двухфазной системе эмульсии Пикеринга «вода в воде», используя межфазное натяжение и осмотическую усадку для упаковки клеток в плотные кластеры, которые затем культивируют в гидрогеле в тканях или органоидах.

#### Биореакторы
Биореакторы, используемые для 3D-культур клеток, представляют собой небольшие пластиковые цилиндрические камеры, специально разработанные для выращивания клеток в трех измерениях. В биореакторе используются биоактивные синтетические материалы, такие как мембраны из полиэтилентерефталата, для окружения сфероидных клеток в среде, поддерживающей высокий уровень питательных веществ. Их легко открывать и закрывать, поэтому сфероиды клеток можно вынимать для тестирования, при этом в камере сохраняется 100 % влажность. Эта влажность важна для достижения максимального роста и функционирования клеток. Камера биореактора является частью более крупного устройства, которое вращается, чтобы обеспечить одинаковый рост клеток в каждом направлении в трех измерениях.Компания MC2 Biotek разработала биореактор для инкубации прототканей, который использует газообмен для поддержания высокого уровня кислорода в клеточной камере. Данное улучшение обеспечивает более высокий уровень кислорода, что помогает клеткам расти и обеспечивать нормальное клеточное дыхание.

## Микрогидродинамика
Различные клеточные структуры человеческого тела должны быть васкуляризированы, чтобы получать питательные вещества и газообмен, чтобы выжить. Аналогичным образом, 3D-культуры клеток in vitro требуют определённого уровня циркуляции жидкости, что может быть проблемой для плотных 3D-культур, где не все клетки могут иметь адекватный доступ к питательным веществам. Это особенно важно для культур гепатоцитов, поскольку печень является органом с высокой васкуляризацией. В одном исследовании гепатоциты и сосудистые клетки культивировались вместе на каркасе из коллагенового геля между микрожидкостными каналами, сравнивали рост клеток в статической и проточной средах и показали необходимость в моделях с тканями и микрососудистой сетью. Другое исследование показало, что устройство для совместного культивирования сфероидов на основе висячей капли может быть полезным, генерируя два разных клеточных сфероида в соседних каналах микрожидкостного устройства висячей капли и совместно культивируя сфероиды со сливающимися каплями для мониторинга ангиогенеза, индуцированного опухолью.

## Высокопроизводительный скрининг
Расширенная разработка 3D-моделей для высокопроизводительного скрининга в форматах высокой плотности в последнее время стала возможной благодаря технологическим достижениям, связанным с увеличением плотности микропланшетов. Их можно найти в форматах с 384 и 1536 лунками, которые отталкивают клетки, экономичны и подходят для полностью автоматизированных платформ скрининга. Два варианта, которые позволяют использовать форматы с 1536 лунками, доступны либо от Greiner Bio-One, использующей магнитную 3D-биопечать m3D либо от Corning Life Sciences, которая включает покрытие поверхности со сверхнизким прилеганием, а также геометрию микрополостей и гравитацию для создания 3D-моделей. Благодаря быстрым и доступным методам и технологиям, разработанным для 3D-скрининга, стали доступны параллельные высокопроизводительные подходы скрининга для тестирования изогенных пар мутантов, связанных с онкогенами, по сравнению с дикими типами.

## Фармакология и токсикология
Основная цель выращивания клеток в 3D-каркасах и в виде 3D-клеточных сфероидов in vitro — проверить фармакокинетические и фармакодинамические эффекты лекарств и наноматериалов в доклинических испытаниях. Токсикологические исследования показали, что 3D-культуры клеток почти не уступают исследованиям in vivo с целью проверки токсичности лекарственных соединений. При сравнении значений LD50 для 6 распространенных препаратов: ацетаминофена, амиодарона, диклофенака, метформина, фенформина и вальпроевой кислоты значения 3D-сфероидов напрямую коррелировали с показателями исследований in vivo. Хотя 2D-культуры клеток ранее использовались для проверки токсичности наряду с исследованиями in vivo, 3D-сфероиды лучше подходят для тестирования токсичности при хроническом воздействии из-за их большей продолжительности жизни. Матрица в 3D-сфероидах заставляет клетки поддерживать актиновые нити и более физиологически важна для организации цитоскелета, а также полярности и формы клеток человека. Трехмерное расположение позволяет культурам создать модель, которая более точно напоминает человеческую ткань in vivo, без использования подопытных животных.

## Критика
Существующие 3D-методы не лишены ограничений, включая масштабируемость, воспроизводимость, чувствительность и совместимость с инструментами высокопроизводительного скрининга (HTS). HTS на основе клеток основан на быстром определении клеточного ответа на взаимодействие лекарственного средства, такого как дозозависимая жизнеспособность клеток, взаимодействие клетка-клетка/клетка-матрица и/или миграция клеток, но доступные анализы не оптимизированы для трехмерного культивирования клеток. Ещё одна проблема, с которой сталкивается 3D-культивирование клеток — это ограниченное количество данных и публикаций, посвященных механизмам и корреляциям взаимодействия лекарств, дифференциации клеток и передачи сигналов клетками в этих 3D-средах. Ни один из 3D-методов ещё не заменил 2D-культивирование в больших масштабах, в том числе в процессе разработки лекарств; хотя количество публикаций по 3D-культуре клеток быстро растет, текущие ограниченные биохимические характеристики 3D-тканей уменьшают внедрение новых методов.
Существуют также проблемы с использованием сфероидов в качестве модели раковой ткани. Несмотря на то, что опухолевые сфероиды полезны для 3D-культуры тканей, их критиковали за то, что ими сложно или невозможно «манипулировать градиентами растворимых молекул в [3D-сфероидных] конструкциях и характеризовать клетки в этих сложных градиентах», в отличие от 3D-культуры клеток на бумажной подложке для биоанализы на основе тканей, исследованные Ratmir et al.. Дополнительные проблемы, связанные со сложными методами 3D-культуры клеток, включают: визуализацию из-за больших размеров каркаса и несовместимости со многими флуоресцентными микроскопами, проточную цитометрию, поскольку она требует диссоциации сфероидов в суспензию отдельных клеток, и автоматизацию обработки жидкостей.